# Paget (Bermudes)
Pour les articles homonymes, voir Paget.
La paroisse de Paget est l'une des neuf paroisses des Bermudes, au Royaume-Uni.

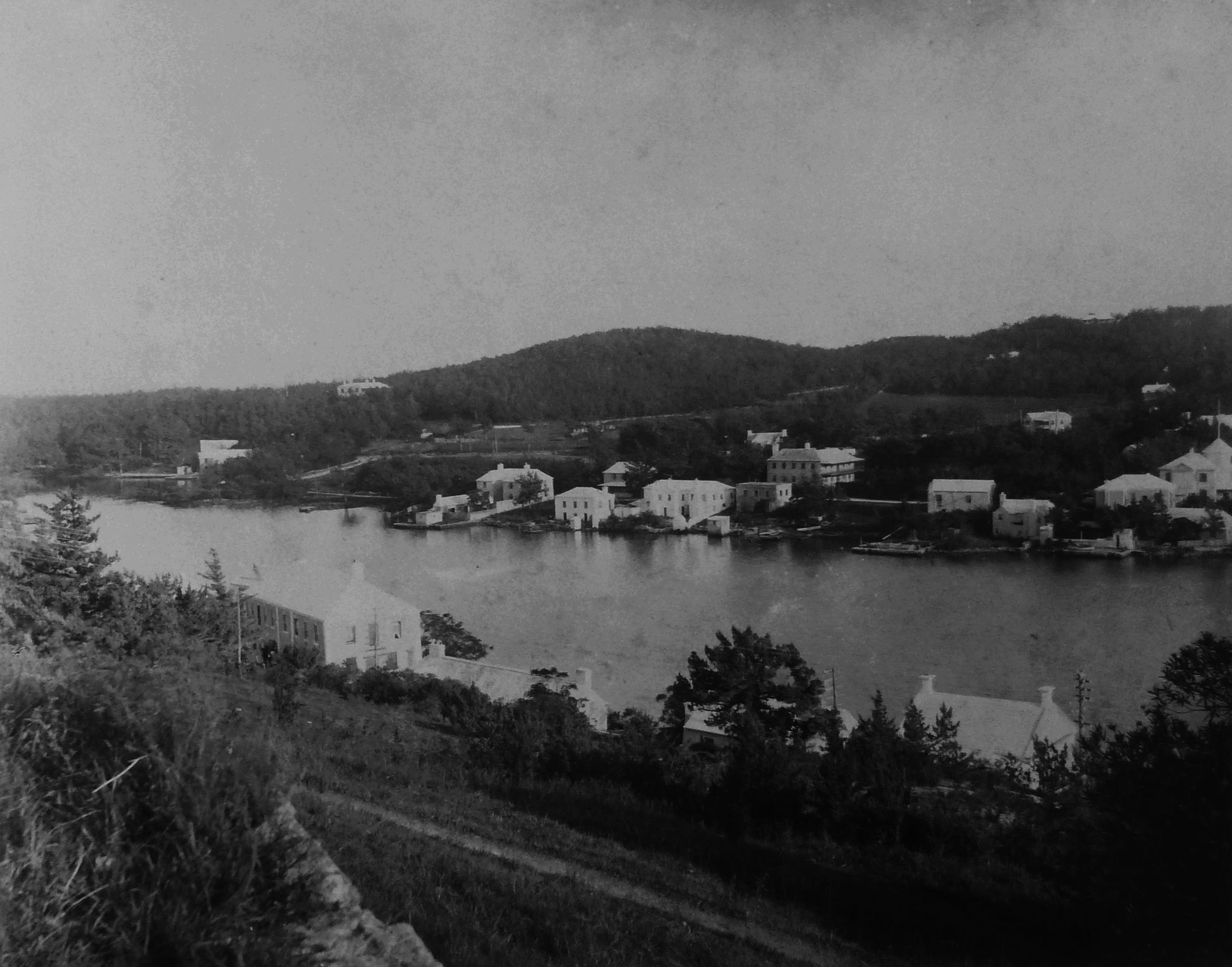
1904 vue sur le port de Hamilton depuis le fort Hamilton de collines recouvertes de cèdres dans la paroisse de Paget

## Personnalités liées
- Peter S. Gray (1957-), cavalier de concours complet
- Flora J. Duffy (1987-), championne olympique de triathlon